# 情報及び監視地方委員会
情報及び監視地方委員会（フランス語: Commissions locales d'information et de surveillance、略：CLI及びCLIS）は、フランスにおける1981年12月公認された組織である。

## 歴史
1977年、フェッセンアイム原子力発電所の建築計画に反対する市民運動に対して、フランスにおける最初の情報地方委員会が創設された。こういう委員会において、地方自治体議員が出席できたことと反面に、労働組合の代表者などが出席できなかったのである。また、監視の役割を果たしてなかったことが、市民運動にとって不満の理由の一つに挙げられる。そのあと、原子力発電所やラ・アーグ再処理工場などを迎えるラ・アーグ地方では初めて監視の役割が認められた。そのときから、組合・協会・地方自治体議員・当局の代表者が出席する権利を持つ。

2000年、情報及び監視地方委員会の効率化を図る目的で、フランス原子力安全官庁の助力により情報地方委員会の全国協会（フランス語: Association nationale des commissions locales d'information）が創設された。情報地方委員会間の情報交換の役割を果たす他に、当局に対して委員会らの代表担当でもある。
2006年シラク大統領に支持されたTSN法律の第２２章により、各関連施設と各原子力発電所は自分自身で委員会を持たなければならなくなった。また、同章は委員会の役割を明示する。「原子力安全性、放射線保護対策及び人間や環境に対して核関連業務の結果に関する監視、情報及び合意の一般的使命を担う」と書かれる。

## 目標と組織
情報及び監視地方委員会は二つの目標を目指す。一つ目は施設や原子炉が周りの環境にどの影響を及ぼすのかと監視すること。その二つ目は住民に情報を伝えてあげること。住民の意見を頂き、合意などを実践するので草の根民主主義の例として見られることもある。フランスの地方自治体と原子力安全官庁に出資される。

## 参考
1. ↑  1981年12月15日ピエール・モーロワ首相回報による
2. 1 2  「Conférences : 20e édition des CLI」にて、モニック・スネの面接
3. ↑  Loi 2006-686 du 13 juin 2006 relative à la transparence et à la sécurité en matière nucléaire
4. ↑  「Auprès de tout site comprenant une ou plusieurs installation nucléaires de base telles que définies à l'article 28 est instituée une commission locale d'information chargée d'une mission générale de suivi, d'information et de concertation en matière de sûreté nucléaire, de radioprotection et d'impact des activités nucléaires sur les personnes et l'environnement pour ce qui concerne les installations du site」